# Theo Wittenbrink

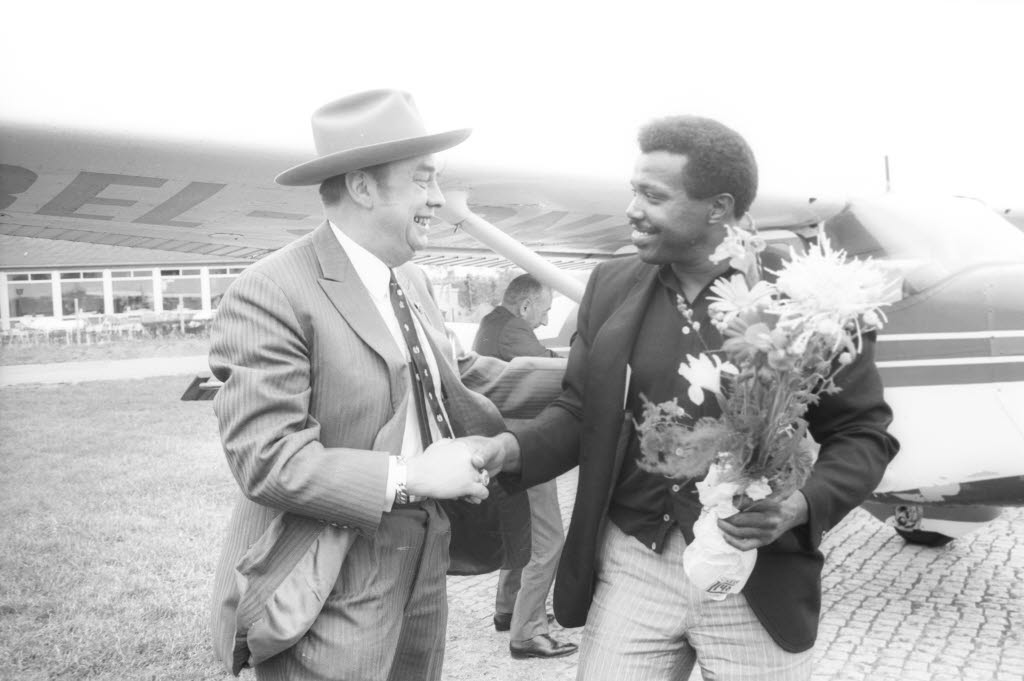
Theo Wittenbrink (links) im Jahr 1969

Theodor Wittenbrink (* 15. Januar 1920 in Hamburg; † 9. April 1986 ebenda) war ein deutscher Boxfunktionär und -veranstalter.

## Leben
Als Soldat erlitt Wittenbrink in Polen während des Zweiten Weltkriegs im Alter von 20 Jahren durch einen Schlag mit einem Gewehrkolben eine Schädelverletzung, die zu Lähmungserscheinungen in Armen und Beinen führte. Er war zeitweise als Losverkäufer auf dem Hamburger Dom tätig und wurde anschließend nach monatelanger Arbeitslosigkeit Geschäftsführer einer Gaststätte. In diesem Betätigungsfeld machte Wittenbrink Karriere. Als Gastwirt gehörten ihm später mehrere Imbissstuben, unter anderem am Hamburger Hauptbahnhof, er wurde ebenfalls Inhaber des Lokals, in welchem er den Einstieg in diesen Wirtschaftszweig geschafft hatte, sowie eines Hotels in Hamburg-Harburg. 1961 gewann Wittenbrink 150 000 D-Mark im Lotto.
Er war 1961 erstmals an der Durchführung einer Berufsboxveranstaltung beteiligt. In den folgenden Jahren veranstaltete er insbesondere im norddeutschen Raum Boxkämpfe, unter anderem mit Karl Mildenberger, Jürgen Blin, Werner Mundt und Lothar Abend. 1964 übernahm Wittenbrink nach dem Tod von Reinhold Tomfort dessen Boxtrainingsgruppe, zu deren Sportlern auch Peter Weiland zählte, der unter Wittenbrink als Manager 1969 Schwergewichtseuropameister wurde. Wittenbrink amtierte ab 1971 als Vorsitzender des Bundes Deutscher Berufsboxer. In seiner Amtszeit wurde mit Eckhard Dagge der zweite Deutsche nach Max Schmeling Boxweltmeister. Ende Juni 1979 wurde Wittenbrink in seinem Büro in Hamburg-St. Georg Opfer eines Raubüberfalls, bei dem zwei maskierte und mit Pistolen bewaffnete Personen Schmuck und Bargeld erbeuteten. Wittenbrink, der in den vorherigen Jahren zwei Herzinfarkte überlebt hatte, erlitt bei dem Überfall einen Herzanfall.

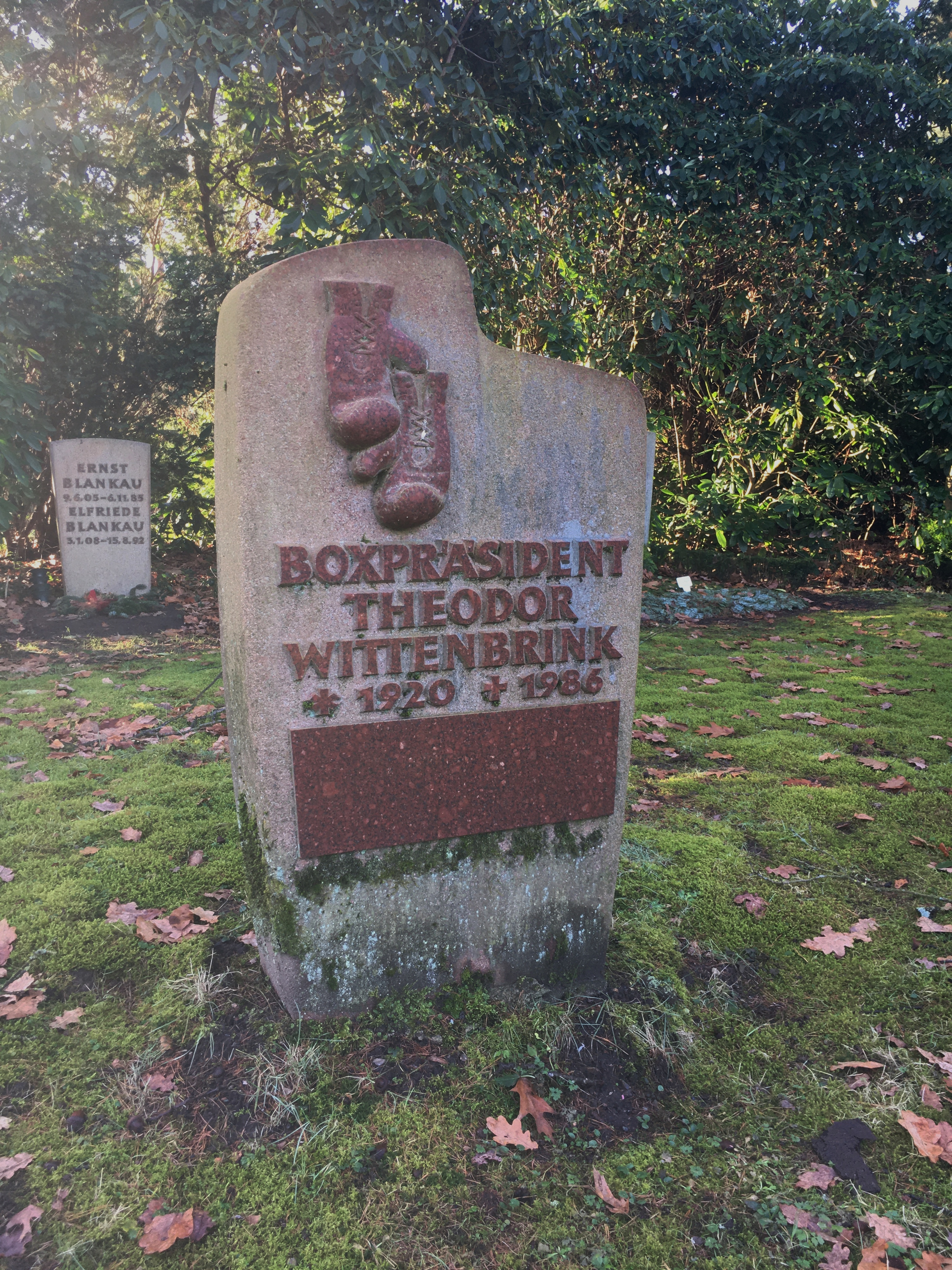
Grabstätte auf dem Friedhof Ohlsdorf

1983 wurde er als BDB-Vorsitzender wiedergewählt, 1984 gab er das Amt aus gesundheitlichen Gründen ab, sein Nachfolger wurde Klaus-Peter Kohl. Wittenbrink wurde zum BDB-Ehrenpräsidenten ernannt. Er war auch Vizepräsident des World Boxing Council und brachte sich als Funktionär ebenfalls in die Arbeit des europäischen Verbandes EBU ein. Auf seinen Einsatz geht die Verringerung von 15 auf zwölf Runden bei EBU-Titelkämpfen zurück.
Als Ende März 1985 der Veranstalter eines Profiboxabends in Dortmund die vereinbarten Börsen für die Kämpfer nicht ausbezahlen konnte, sammelte Wittenbrink vor Ort unter den Zuschauern in der Westfalenhalle durch „eine wohl einmalige Spendenaktion“ (Die Welt, 1. April 1985) eine sechsstellige Summe ein. Seinen Spitznamen „Goldfinger“ verdankte Wittenbrink seiner Vorliebe für Goldringe, die er an den Fingern trug. Wegen seiner kostspieligen Lebensweise sowie seiner Vorliebe für Edelsteine und Schmuck wurde der Besitzer einer Villa in Hamburg-Niendorf auch „Brillianten-Theo“ genannt.
Wittenbrink starb an Lungenkrebs, zuletzt lebte er in Tostedt. Seine letzte Ruhestätte erhielt er auf dem Friedhof Ohlsdorf. Sie liegt im Planquadrat Bn 60 nordöstlich von Kapelle 12.